# Takahashi Ryo
Takahashi Ryo (高橋 諒 Takahashi Ryō, sinh ngày 16 tháng 7 năm 1993) là một cầu thủ bóng đá người Nhật Bản thi đấu ở vị trí hậu vệ cho Shonan Bellmare ở J1 League.

## Thống kê sự nghiệp

### Câu lạc bộ
Tính đến trận đấu diễn ra ngày 19 tháng 11 năm 2017
| Câu lạc bộ          | Mùa giải            | Giải vô địch        | Giải vô địch | Giải vô địch | Cúp Quốc gia | Cúp Quốc gia | Cúp Liên đoàn | Cúp Liên đoàn | Châu lục | Châu lục  | Khác    | Khác      | Tổng    | Tổng      |
| Câu lạc bộ          | Mùa giải            | Hạng đấu            | Số trận      | Bàn thắng    | Số trận      | Bàn thắng    | Số trận       | Bàn thắng     | Số trận  | Bàn thắng | Số trận | Bàn thắng | Số trận | Bàn thắng |
| ------------------- | ------------------- | ------------------- | ------------ | ------------ | ------------ | ------------ | ------------- | ------------- | -------- | --------- | ------- | --------- | ------- | --------- |
| Nagoya Grampus      | 2016                | J1 League           | 12           | 0            | 3            | 0            | 0             | 0             | -        | -         | -       | -         | 15      | 0         |
| Nagoya Grampus      | 2017                | J1 League           | 0            | 0            | 0            | 0            | -             | -             | -        | -         | -       | -         | 0       | 0         |
| Shonan Bellmare     | 2017                | J2 League           | 6            | 1            | 0            | 0            | -             | -             | -        | -         | -       | -         | 6       | 1         |
| Shonan Bellmare     | 2018                | J1 League           | 0            | 0            | 0            | 0            | 0             | 0             | -        | -         | -       | -         | 0       | 0         |
| Tổng cộng sự nghiệp | Tổng cộng sự nghiệp | Tổng cộng sự nghiệp | 18           | 1            | 3            | 0            | 0             | 0             | 0        | 0         | 0       | 0         | 24      | 1         |